# Rajd Szwecji 1981
Rajd Szwecji 1981 (31. Rally Sweden) – rajd samochodowy rozgrywany w Szwecji od 13 do 15 lutego 1981 roku. Była to druga runda Rajdowych Mistrzostw Świata w roku 1981 oraz piąta runda Rajdowych Mistrzostw Europy w roku 1981 (rajd miał najwyższy współczynnik – 4). Rajd był rozegrany na śniegu i lodzie.

## Klasyfikacja generalna, WRC i ERC[1]
| Pierwsza dziesiątka | Pierwsza dziesiątka | Pierwsza dziesiątka | Pierwsza dziesiątka            | Pierwsza dziesiątka | Pierwsza dziesiątka | Pierwsza dziesiątka | Pierwsza dziesiątka | Pierwsza dziesiątka |
| Msc.                | Nr. sam.            | Kierowca            | Samochód                       | Grupa               | Czas                | Str.                | Punkty WRC          | Punkty ERC          |
| Msc.                | Nr. sam.            | Pilot               | Zespół                         | Kategoria           |                     | Str.                | Punkty WRC          | Punkty ERC          |
| ------------------- | ------------------- | ------------------- | ------------------------------ | ------------------- | ------------------- | ------------------- | ------------------- | ------------------- |
| 1.                  | 2                   | Hannu Mikkola       | Audi Quattro                   | 4                   | 3:48.07             | 0.00                | 20                  | 80                  |
| 1.                  | 2                   | Arne Hertz          | Audi Sport                     | 4                   |                     | =                   | 20                  | 80                  |
| 2.                  | 4                   | Ari Vatanen         | Ford Escort RS1800             | 4                   | 3:50.00             | + 1.53              | 15                  | 60                  |
| 2.                  | 4                   | David Richards      | Rothmans Rally Team            | 3                   |                     | + 1.53              | 15                  | 60                  |
| 3.                  | 8                   | Pentti Airikkala    | Ford Escort RS1800             | 4                   | 3:51.47             | + 3.40              | 12                  | 48                  |
| 3.                  | 8                   | Risto Virtanen      | Rothmans Rally Team            | 3                   |                     | + 1.47              | 12                  | 48                  |
| 4.                  | 1                   | Anders Kulläng      | Opel Ascona 400                | 4                   | 3:53.12             | + 5.05              | 10                  | 40                  |
| 4.                  | 1                   | Bruno Berglund      | Publimmo Racing                | 4                   |                     | + 1.25              | 10                  | 40                  |
| 5.                  | 3                   | Stig Blomqvist      | Saab 99 Turbo                  | 2                   | 3:53.37             | + 5.30              | 8                   | 32                  |
| 5.                  | 3                   | Björn Cederberg     | Publimmo Racing / Team Clarion | 4                   |                     | + 0.25              | 8                   | 32                  |
| 6.                  | 7                   | Björn Johansson     | Opel Ascona 400                | 4                   | 3:54.38             | + 6.31              | 6                   | 24                  |
| 6.                  | 7                   | Sven-Erik Andersson | Dealer Opel Team Sweden        | 4                   |                     | + 1.01              | 6                   | 24                  |
| 7.                  | 9                   | Lasse Lampi         | Ford Escort RS1800             | 4                   | 3:57.26             | + 9.19              | 4                   | 16                  |
| 7.                  | 9                   | Pentti Kuukkala     | Lasse Lampi                    | 3                   |                     | + 2.48              | 4                   | 16                  |
| 8.                  | 12                  | Ola Strömberg       | Saab 99 EMS                    | 2                   | 4:00.31             | + 12.24             | 3                   | 12                  |
| 8.                  | 12                  | Hansjöran Ericson   | Team Clarion                   | 2/3                 |                     | + 3.05              | 3                   | 12                  |
| 9.                  | 5                   | Per Eklund          | Porsche 911 SC                 | 4                   | 4:00.39             | + 12.32             | 2                   | 8                   |
| 9.                  | 5                   | Ragnar Spjuth       | Publimmo Racing / Team Clarion | 4                   |                     | + 0.08              | 2                   | 8                   |
| 10.                 | 29                  | Sören Nilsson       | Datsun 160J                    | 2                   | 4:09.48             | + 21.41             | 1                   | 4                   |
| 10.                 | 29                  | Anders Olsson       | Team Datsun Sweden             | 2/3                 |                     | + 9.09              | 1                   | 4                   |

## Klasyfikacja WRC po 2 rundach

### Kierowcy
|    | Msc. | Kierowca       | Pkt. |
| -- | ---- | -------------- | ---- |
| 10 | 1    | Hannu Mikkola  | 20   |
| 1  | 2    | Jean Ragnotti  | 20   |
| 1  | 3    | Anders Kulläng | 20   |
| 2  | 4    | Guy Fréquelin  | 15   |
| 5  | 5    | Ari Vatanen    | 15   |

#### Producenci
|   | Msc. | Kierowca | Pkt. |
| - | ---- | -------- | ---- |
| = | 1    | Renault  | 18   |
| = | 2    | Talbot   | 17   |
| = | 3    | Opel     | 15   |
| = | 4    | Lancia   | 10   |
| = | 5    | Fiat     | 8    |

## Klasyfikacja RME po 5 rundach
| Lp | Kierowca         | Samochód | Punkty |
| -- | ---------------- | -------- | ------ |
| 1  | Hannu Mikkola    | Audi     | 80     |
| 2  | Ari Vatanen      | Ford     | 60     |
| 3  | Pentti Airikkala | Ford     | 48     |
| 4  | Franz Wittmann   | Audi     | 40     |
| 4= | Ger Buckley      | Vauxhall | 40     |
| 4= | Patrick Snijers  | Ford     | 40     |
| 4= | Anders Kulläng   | Opel     | 40     |
| 8  | Stig Blomqvist   | Saab     | 32     |
| 9  | John Haugland    | Škoda    | 30     |
| 9= | Jimmy McRae      | Opel     | 30     |
| 9= | Marc Duez        | Porsche  | 30     |